# Jewhen Tymoschenko
Jewhen Tymoschenko (ukrainisch Євген Тимошенко; englische Transkription Yevgeniy Timoshenko; * 8. Februar 1988 in Charkiw, Ukrainische SSR) ist ein professioneller ukrainischer Pokerspieler. Er führte im Mai 2007 für 2 Wochen die Onlinepoker-Weltrangliste an und gewann 2009 das Main Event der World Poker Tour.

## Persönliches
Tymoschenko emigrierte im Alter von zehn Jahren mit seiner Familie in die Vereinigten Staaten und zog mit ihr nach Mukilteo im Bundesstaat Washington. Heute lebt er in Seattle.

## Pokerkarriere

### Online
Tymoschenko verfolgte 2004 das Main Event der World Series of Poker und kam so erstmals mit Poker in Berührung. Er spielte von Juli 2006 bis Mai 2017 online unter den Nicknames Jovial Gent (PokerStars), bballer88 (Full Tilt Poker), convivialguy (Absolute Poker), Shenk0 (Unibet) und timosy (Bodog).  Mitte September 2009 gewann Tymoschenko auf PokerStars das Main Event der World Championship of Online Poker. Dieser Sieg beim wichtigsten Onlineturnier der Welt brachte ihm ein Preisgeld von über 1,7 Millionen US-Dollar ein. Insgesamt verzeichnete er online Turniergewinnene von knapp 5 Millionen US-Dollar. Vom 9. bis 23. Mai 2007 stand er für 2 Wochen an der Spitze des PokerStake-Rankings, das die erfolgreichsten Onlinepoker-Turnierspieler weltweit listet.

### Live
Seit 2007 nimmt Tymoschenko auch an renommierten Live-Turnieren teil.
Im April 2007 gewann Tymoschenko ein Turnier der Irish Poker Open in Dublin und damit ein Preisgeld von 124.600 Euro. Ende August 2008 siegte er bei einem Turnier der Asian Poker Tour in Macau und erhielt dafür 500.000 US-Dollar. Im September 2008 war Tymoschenko erstmals bei einem Event der World Series of Poker (WSOP) erfolgreich und erreichte bei der in London ausgetragenen WSOP Europe einen Finaltisch in der Variante No Limit Hold’em. Ende April 2009 gewann er das Five Star World Poker Classic der World Poker Tour (WPT) mit einer Siegprämie von über 2 Millionen US-Dollar, seinem bis heute höchsten Preisgeld. Im Juni 2009 spielte Tymoschenko auch erstmals bei der Hauptturnierserie der WSOP im Rio All-Suite Hotel and Casino am Las Vegas Strip, an der er zuvor wegen seines zu geringen Alters nicht teilnehmen durfte, und kam zweimal ins Geld. Bei der WSOP 2011 verpasste er nur knapp den Gewinn eines Bracelets und belegte bei der Heads-Up Championship hinter dem Briten Jake Cody den zweiten Platz für ein Preisgeld von rund 525.000 US-Dollar. Beim Main Event der World Series of Poker 2013 erreichte Tymoschenko den siebten Turniertag und beendete das Event auf dem 22. Platz für knapp 300.000 US-Dollar. Anfang Februar 2014 gewann er die A$100.000 Challenge der Aussie Millions Poker Championship in Melbourne mit einer Siegprämie von zwei Millionen Australischen Dollar. Anfang Februar 2016 saß Tymoschenko zum zweiten Mal am Finaltisch des WPT-Main-Events und wurde in Atlantic City Fünfter für mehr als 200.000 US-Dollar Preisgeld. Bei der WSOP 2017 erreichte er einen Finaltisch und erhielt für seinen dritten Platz knapp 225.000 US-Dollar.
Insgesamt hat sich Tymoschenko mit Poker bei Live-Turnieren über 7,5 Millionen US-Dollar erspielt und ist damit hinter Eugene Katschalow der zweiterfolgreichste ukrainische Pokerspieler.